# 乐平公主 (后晋)
乐平公主（？—946年3月15日），是中国五代十国后晋开国皇帝高祖石敬瑭第十二妹。
天福二年（937年）五月，石敬瑭封妹妹为乐平长公主。后晋建立前，乐平公主下嫁史匡翰。六年（941年），史匡翰去世，七年（942年）九月，石重贵即位，进封姑姑鲁国大长公主。开运三年二月初十辛未（946年3月15日），鲁国大长公主薨，辍朝三日。